# Bitwa pod Mirem (1792)
Bitwa pod Mirem miała miejsce 11 czerwca 1792 roku podczas wojny polsko-rosyjskiej 1792.

## Wstęp
1 czerwca 1792 król Stanisław August Poniatowski odebrał naczelne dowództwo nad wojskami litewskimi ks. Ludwikowi Wirtemberskiemu, a następnie 7 czerwca  powierzył je Józefowi Judyckiemu. Wątpiąc w jego kunszt wojskowy dodano mu licznych doradców (m.in. Stanisław Kostka Potocki, Tomasz Wawrzecki).
Niestety zarówno zaniedbania ks. Wirtemberskiego jak i wątpliwe zdolności wojskowe Judyckiego doprowadziły do klęski korpusu litewskiego w trakcie odwrotu z rejonu koncentracji pod Mińskiem.
Doszło do walki pod Mirem pomiędzy korpusem litewskim wojsk I Rzeczypospolitej Józefa Judyckiego a korpusem białoruskim wojsk rosyjskich Borysa Mellina. Bitwa zakończyła się klęską wojsk litewskich.

## Bitwa
Generał Judycki zgromadził pod Mińskiem główne siły litewskie w liczbie 7700 żołnierzy i 10 dział. W związku z zagrożeniem przez nadchodzący od strony Borysowa korpus generała Mellina, który liczył 9600 żołnierzy i 13 dział, oraz przez maszerujący z Bobrujska na Słuck korpus Fersena mający 5500 żołnierzy, Judycki rozpoczął 31 maja odwrót przez Stołpce do Świerżnia, skąd 9 czerwca ruszył pod Mir. W trakcie odwrotu jazda litewska generała Józefa Bielaka stoczyła trzygodzinny bój ze strażą przednią Mellina podczas przeprawy przez Niemen pod Stołpcami, po czym ruszyła za głównymi siłami na Mir.
Mellin, po przeprawieniu swych sił przez Niemen, zajął pozycje pod Załużem. Rankiem 11 czerwca wyprawił dwie kolumny po 2000 żołnierzy w celu obejścia od północy i od południa stanowisk wojsk litewskich pod Mirem. Jedną z kolumn dowodził Fiodor Buxhövden, a drugą - Levin Bennigsen. Z resztą sił korpusu Mellin zamierzał po południu związać Litwinów walką, a gdy obie wysłane kolumny obejdą litewskie skrzydła, uderzyć na wojska Judyckiego z trzech stron.
W tym samym czasie Judycki wysłał w kierunku Załuża silny podjazd złożony z 900 żołnierzy i 4 dział, na którego czele stanął generał Stanisław Kostka Potocki. Gdy Potocki około godziny 14 zbliżył się niepostrzeżenie do obozu rosyjskiego, ocenił, że siły rosyjskie są słabe i zawiadomił o tym Judyckiego. Gdy wojska rosyjskie spostrzegły grupę Potockiego, ruszyły w pościg. Ścigany przez Mellina Potocki dołączył do głównych sił litewskich około 3 km od Mira.
Wojska litewskie uszykowały się w dwie linie. W pierwszej linii znalazły się 2 bataliony piechoty oraz brygada pińska, natomiast w drugiej linii - 4 i 1/2 batalionu piechoty, brygada kowieńska oraz 2 pułki jazdy (w tym 4 Pułk). Mellin, który miał w tym momencie 5600 żołnierzy i 13 dział, ustawił swe wojska w jedną linię, usypał 3 baterie i rozpoczął ogień artyleryjski. Wstrzymywał się jednak z atakiem, czekając na nadejście wysłanych wcześniej kolumn.

## Ordre de Bataille Wojsk Litewskich
Głównodowodzący gen. por. Judycki
Pierwsza linia - od lewej do prawej
- II Brygada Kawalerii Narodowej (Petryhorska) pod dowództwem Twardowskiego (stan około 1125 żołnierzy) – po obu stronach piechoty
- 1/5 regiment Grabowskiego (stan około 500 żołnierzy)
- 1/1 regiment Buławy Wielkiej (stan około 505 żołnierzy)

Druga linia od lewej do prawej flanki
- połowa I Brygady Kawalerii Narodowej (Husarskiej) pod dowództwem Sulistrowskiego (stan brygady ok. 1325 żołnierzy)
- 4 Pułk Przedniej Straży pod dowództwem Bielaka (611 żołnierzy)
- 1/2 regiment Buławy Wielkiej (467 żołnierzy)
- 1/4 regiment Judyckiego (500 żołnierzy)
- 1/6 regiment Niesiołowskiego (515 żołnierzy)
- 1/8 regiment Domu Radziwiłów (619 żołnierzy)
- 2/8 regiment Domu Radziwiłów (676 żołnierzy)
- 1 Pułk straży przedniej Kirkora (786 żołnierzy)
- druga część I Brygady Kawalerii Narodowej (Husarskiej)
- 10 dział 3 funtowych

## Ordre de Bataille Wojsk Rosyjskich
Głównodowodzący gen. por. Mellin
- Kawaleria pod dow. gen. mjr  Bergmana
- Kozacy Grekowa(około 400 konnych)
- Piechota
- 1/2 bat. z 2. bat. pułku Muromskiego muszkieterów(około 480)
- 1. bat. Muromskiego muszkieterów(960)
- 2 bat. pułku Kozłowskiego muszkieterów (960x2)

Kolumna Benningsena -
- 6 szw. Lekkiej jazdy pułku Izumskiego (880)
- 1/2 z 2. bat. pułku Muromskiego muszkieterów (480)

Kolumna Buxhowdena - 
- 10 szw. dragonów Smoleńskich(1500)
- 2. bat. pułku Estlandzkiego (600 żołnierzy)

- Ponadto 13 dział 6- i 12-funtowych

Judycki, który nie potrafił podjąć decyzji o rozpoczęciu bitwy, zwołał naradę wojenną, która trwała 2 godziny. W tym samym czasie jego wojska stały w ogniu rosyjskich dział. Ponieważ oddziały litewskie, złożone głównie ze świeżych rekrutów, zbyt długo stały pod rosyjskim ogniem, doszło do paniki. W kierunku na Mir ruszyła do ucieczki brygada kowieńska oraz część brygady pińskiej. Wkrótce to samo uczynił pułk jazdy Bielaka. Gdy około godziny 19:30  na tyłach wojsk litewskich ukazały się idące z dwóch stron kolumny Buxhövdena i Bennigsena, zagrożony okrążeniem Judycki o godzinie 20:00 nakazał odwrót.
W odwrocie Litwini dzięki przytomności umysłu pułkownika Jakuba Jasińskiego odparli atak jazdy rosyjskiej i nie ścigani wycofali się w kierunku Nieświeża. Również pozostawiony w Mirze garnizon zamku wraz z taborami wycofał się bocznymi drogami.
Litwini stracili w bitwie około 120 żołnierzy i 1 działo, natomiast Rosjanie - około 250 żołnierzy.
Tego dnia też doszło do szturmu i zdobycia przez Rosjan zamku w Mirze. Sam Judycki opuścił swoje wojsko i uciekł do Grodna, za co został zdymisjonowany oficjalnie 24 czerwca 1792, a faktycznie  już 19 czerwca. Nowym dowódcą został Michał Zabiełło, po czym doszło wkrótce do przegranej bitwy pod Zelwą, zaciętej obrony Brześcia oraz bitew w obronie przepraw na Bugu pod Grannem i pod Krzemieniem.